# Ford Fusion

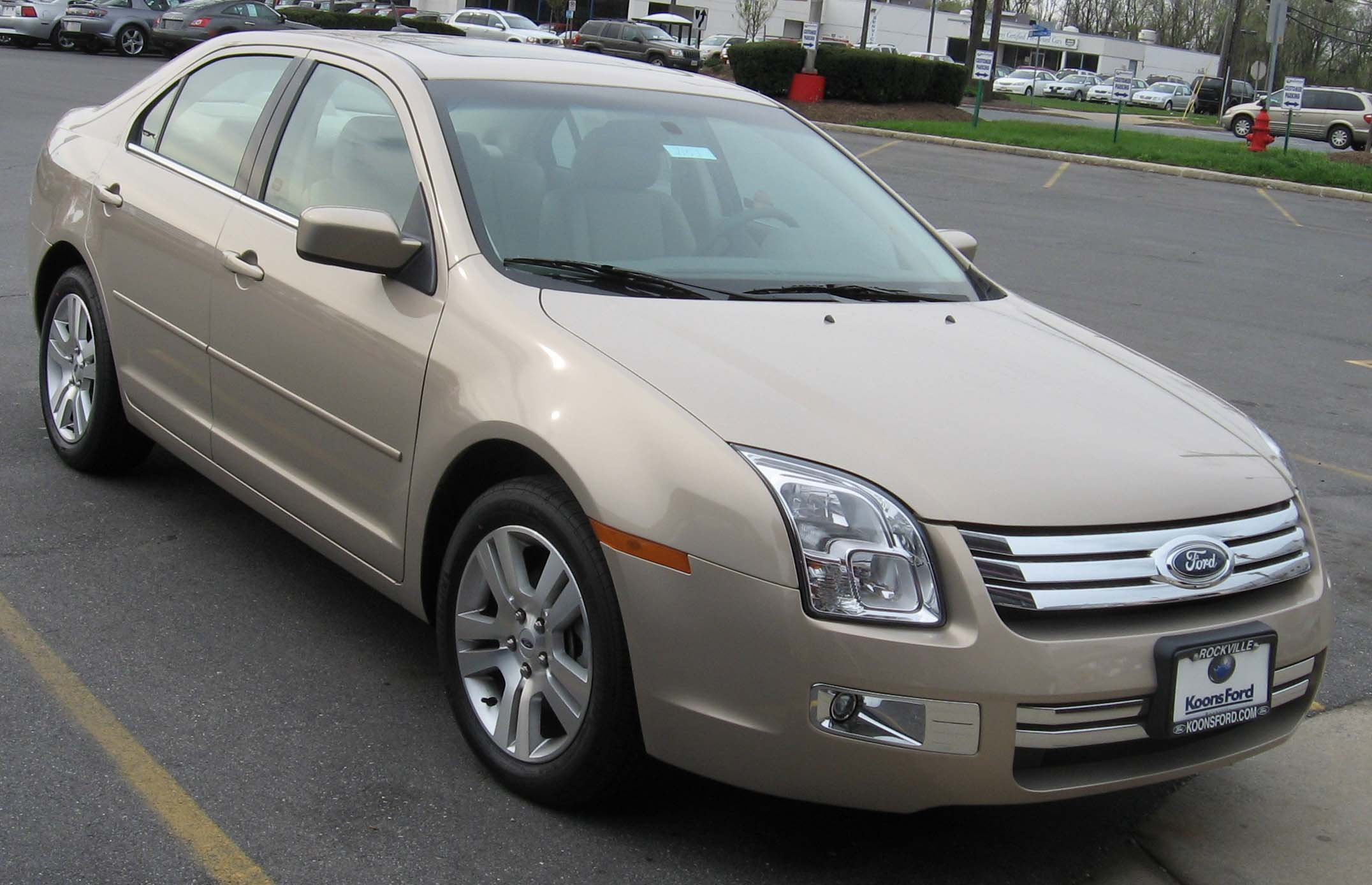
Ford Fusion SEL del 2007

El Ford Fusion és un cotxe de tipus mid-size fabricat a Hermosillo, Sonora Mèxic per Ford Motor Company. Construït sota la plataforma Ford CD3 que comparteix amb altres models com el Mazda 6. La seva comercialització va començar el 2005 i es va vendre com a model 2006. Els predecessors del Fusion és el substitut del Ford Contour i el Ford Taurus.
Rivals del Fusion són el Nissan Altima, Mazda6, Toyota Camry, Honda Accord, Chevrolet Malibu, Mitsubishi Galant, Pontiac G6 i Saturn Aura, Kia Optima, Hyundai Sonata.

## Introducció i característiques

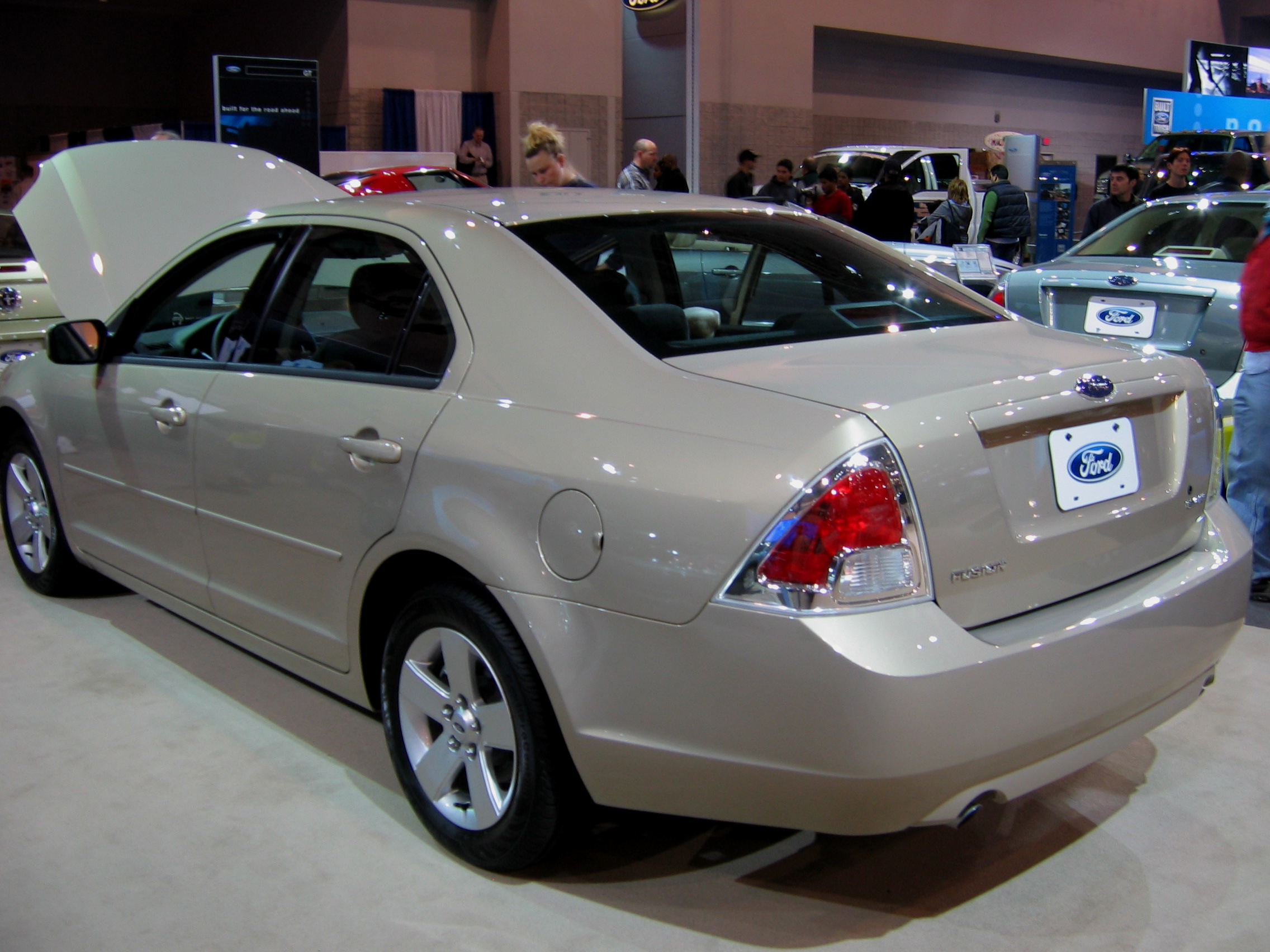
Part posterior d'un Ford Fusion 2006

La introducció del Fusion per part de Ford Motor Company en el mercat dels mid size va tenir una bona acollida. Batalla llarga (que dona un espai generós per les cames), un disseny distintiu i una bona dinàmica, a part de tenir un preu més baix que els seus rivals directes.
Des del seu llançament, Ford va presentar-lo amb una graella de 3 barres, disseny que s'espera que sigui la imatge dels pròxims models d'aquest fabricant (Ford Edge per exemple).
Mides del Fusion:
- Batalla (Wheelbase): 2,727 m (107.4 in)
- Llargada (Length): 4,831 m (190.2 in); 4,851 m (191.0 in, versió AWD)
- Amplada (Width): 1,833 m (72.2 in)
- Alçada (Height): 1,447 m (57.0 in); 1,452 m (57,2 in, versió AWD)
- Pes (Curb weight): 1405 kg (3101 lb) Model 2.3L[Enllaç no actiu]
- Capacitat del dipòsit: 66 l (17,5 galons EUA)
- Capacitat del portaequipatges: 500 cm3 (16 cu. ft.)

Els paquets d'equipament són 3: 
- S (base), amb motor 2.3L Duratec de 160 cv, aire condicionat, estèreo cd entre d'altres.
- SE (equipat), amb SYNC de Microsoft (mans lliures, reconeixement per veu), llantes de 16", seient de conductor elèctric entre d'altres.
- SEL (luxe), amb llantes de 17", entrada sense clau entre d'altres.

Tant el SE com el SEL poden elegir-se amb motor 2.3L (que pot elegir-se amb transmissió manual o automàtica de 5 velocitats) com amb el 3.0 V6 Duratec de 221 cv (aquest associat a una automàtica de 6 velocitats). El Fusion va ser el primer de la seva categoria en poder-se elegir amb tracció simple o integral.
| Any             | Motor               | Potència | Torsió  |
| --------------- | ------------------- | -------- | ------- |
| 2006-actualitat | 2.3 L Duratec 23 I4 | 160 cv   | 209 N·m |
| 2006-actualitat | 3.0 L Duratec 30 V6 | 221 cv   | 278 N·m |

Tot i que el Ford Fusion substitueix a dos models de Ford, els paral·lelismes entre aquest model i la primera generació del Ford Taurus són clars, com pot llegir-se a la revista Car and Driver. Aquesta informació ja ha quedat superada amb la nova generació del Ford Taurus.
Controvèrsia amb el nom
En principi s'hauria dit Futura, que és l'últim nom usat per la versió de dues portes del Ford Fairmont. Però, Pep Boys tenda d'accessoris de cotxes havia adquirit els drets d'aquesta marca i tot i els judicis que van haver, Ford no va aconseguir recuperar els drets que Pep Boys posseïa (el nom de Futura és un paquet del Ford Falcon, cotxe venut a Austràlia).
Una altra opció va ser Falcon, però això hauria creat confusió amb el Ford Falcon. Però, Ford va inclinar-se amb el nom de Fusion, un nom que Ford ja usa a Europa per anomenar a un supermini basat amb el Ford Fiesta. Un altre nom plantejat fou Torino.

## Premis i resposta dels consumidors
D'acord amb Ford, la resposta dels consumidors ha superat les seves expectatives, amb 30.000 vehicles venuts durant el primer quadrimestre de 2006. Va estar nominat pel North American Car of the Year de 2006. Al Juliol de 2006 Strategic Vision li dona el premi Total Quality Award com al midsize de millor qualitat al mercat dels EUA.
En desembre de 2005 Car and Driver realitzà un test entre competidors del Ford Fusion i aquest últim va merèixer el segon lloc.

## NASCAR
El Fusion, adaptat a les normes de la NASCAR substituí al Ford Taurus l'any 2006. Aquest fet suposa el primer cop que Ford presenta un nou model i al mateix moment de llançament el presenta adaptat a la NASCAR des del Ford Torino el 1968. Debuta el Ford Fusion a la pista de Daytona 500 i guanya la seva primera cursa una setmana després a Califòrnia.

## Informació mediambiental
El Ford Fusion 2007 amb motor 2.3L i caixa manual té uns consums de 23 mpg ciutat/31 mpg autopista, l'equivalent a 7,6 l/100 per autopista i 10,2 l/100 per ciutat. Sobre emissions, el Fusion emet 7,0 tones de CO₂ a l'atmosfera anualment.